# Дег-Молла (Марказі)
Дег-Молла (перс. ده ملا) — село в Ірані, у дегестані Чагар-Чешме, у бахші Камаре, шагрестані Хомейн остану Марказі. За даними перепису 2006 року, його населення становило 15 осіб, що проживали у складі 5 сімей.

## Клімат
Середня річна температура становить 11,82 °C, середня максимальна – 31,05 °C, а середня мінімальна – -11,57 °C. Середня річна кількість опадів – 245 мм.
| Клімат поселення                              | Клімат поселення | Клімат поселення | Клімат поселення | Клімат поселення | Клімат поселення | Клімат поселення | Клімат поселення | Клімат поселення | Клімат поселення | Клімат поселення | Клімат поселення | Клімат поселення | Клімат поселення |
| Показник                                      | Січ.             | Лют.             | Бер.             | Квіт.            | Трав.            | Черв.            | Лип.             | Серп.            | Вер.             | Жовт.            | Лист.            | Груд.            |                  |
| Середній максимум, °C                         | 7,10             | 9,16             | 13,52            | 19,59            | 24,84            | 30,51            | 31,05            | 31,00            | 26,34            | 20,02            | 12,92            | 7,58             |                  |
| Середня температура, °C                       | −2,24            | −0,18            | 4,20             | 10,27            | 15,52            | 21,19            | 25,08            | 25,02            | 20,36            | 14,05            | 6,94             | 1,61             |                  |
| Середній мінімум, °C                          | −11,57           | −9,5             | −5,12            | 0,95             | 6,19             | 11,85            | 19,10            | 19,04            | 14,38            | 8,06             | 0,96             | −4,38            |                  |
| Норма опадів, мм                              | 39               | 38               | 45               | 31               | 22               | 3                | 1                | 1                | 0                | 7                | 23               | 35               |                  |
| Середньомісячна швидкість вітру, м/с          | 1.29             | 1.95             | 2.64             | 2.74             | 2.53             | 2.37             | 2.32             | 2.18             | 2.12             | 1.96             | 1.51             | 1.34             |                  |
| Середньомісячна сонячна радіація, кДж/м²·день | 9802             | 12947            | 15468            | 18693            | 22646            | 26900            | 25823            | 24417            | 21550            | 16167            | 11499            | 9475             |                  |
| --------------------------------------------- | ---------------- | ---------------- | ---------------- | ---------------- | ---------------- | ---------------- | ---------------- | ---------------- | ---------------- | ---------------- | ---------------- | ---------------- | ---------------- |
| Джерело:                                      |                  |                  |                  |                  |                  |                  |                  |                  |                  |                  |                  |                  |                  |